# Reidar Ødegaard
Reidar Ødegaard   (Lillehammer, 24 de novembre de 1901 - Lillehammer, 11 d'abril de 1972) va ser un esquiador de fons noruec que va competir durant les dècades de 1920 i 1930.
El 1928 va prendre part en els Jocs Olímpics de Sankt Moritz, on va guanyar la medalla de bronze en la prova dels 18 km del programa d'esquí de fons. En aquests mateixos Jocs guanyà l'or en la competició de la patrulla militar, un esport de demostració precursor del biatló.